# Pretty Little Liars: Original Sin
Pretty Little Liars: Original Sin è una serie televisiva statunitense del 2022, creata da Roberto Aguirre-Sacasa e Lindsay Calhoon Bring per Max. È la quarta serie televisiva ispirata a Pretty Little Liars, basata sui romanzi scritti da Sara Shepard e ambientata nello stesso universo della serie precedente.

## Trama
La serie segue le vite di cinque adolescenti che vivono a Millwood, in Pennsylvania, dopo aver iniziato a ricevere dei terrificanti messaggi da parte di una misteriosa persona conosciuta come "A", che le ritiene responsabili di un evento tragico avvenuto 22 anni prima e di cui tutte le loro madri sono colpevoli in qualche modo. Le ragazze quindi si alleano per cercare di capire cosa è realmente successo nel 1999 e che ruolo hanno avuto le loro madri nella faccenda.

## Episodi
| Stagione         | Episodi | Pubblicazione USA | Pubblicazione Italia |
| ---------------- | ------- | ----------------- | -------------------- |
| Prima stagione   | 10      | 2022              | 2022                 |
| Seconda stagione | 8       | 2024              | 2024                 |

## Personaggi e interpreti

### Personaggi principali
- Imogen Adams (stagione 1-2), interpretata da Bailee Madison, doppiata da Agnese Marteddu.[2] Ѐ un'adolescente incinta piena di risorse.[3]
- Tabby Haworthe (stagione 1-2), interpretata da Chandler Kinney.[2] Ѐ un aspirante regista e fanatica dei film horror.[3]
- Faran Bryant (stagione 1-2), interpretata da Zaria Simone.[2] Ѐ una ballerina determinata che si occupa del razzismo nella società.[3]
- Minnie "Mouse" Honrada (stagione 1-2), interpretata da Malia Pyles, doppiata da Chiara Oliviero.[2] Ѐ un'adolescente ossessionata da Internet con una storia di traumi infantili.[3]
- Noa Olivar (stagione 1-2), interpretata da Maia Reficco.[2] Ѐ una star della pista appena uscita dal riformatorio.[3]
- Karen Beasley (stagione 1), interpretata da Mallory Bechtel, doppiata da Virginia Brunetti. Ѐ l'ape regina della Millwood High School che recentemente ha avuto un litigio con Imogen.[3]
- Kelly Beasley (stagione 1-2), interpretata da Mallory Bechtel, doppiata da Virginia Brunetti. Ѐ la sorella gemella di Karen che spesso viene messa in ombra da sua sorella.[4]
- Sydney Haworthe (stagione 1-2), interpretata da Sharon Leal. Ѐ un agente immobiliare e la madre di Tabby.
  - Sydney da adolescente (stagione 1), interpretata da Kristen Maxwell.
- Marjorie Olivar (stagione 1-2), interpretata da Elena Goode, doppiata da Selvaggia Quattrini. Ѐ un'infermiera e madre di Noa.
  - Marjorie da adolescente (stagione 1), interpretata da Sarah-Anne Martinez.
- Shawn Noble (stagione 1-2), interpretato da Alex Aiono. Ѐ un atleta popolare e il fidanzato solidale di Noa.
- Elodie Honrada (stagione 1-2), interpretata da Lea Salonga, doppiata da Beatrice Margiotti. Ѐ una delle madri di Mouse, che cerca di tenere al sicuro sua figlia.
  - Elodie da adolescente, interpretata da Emily Bautista.
- Ash Romero (stagione 2; ricorrente stagione 1), interpretato da Jordan Gonzalez, doppiato da Leonardo Caneva. Ѐ l'interesse amoroso di Mouse.
- Greg Mantzoukas (stagione 2; ricorrente stagione 1), interpretato da Elias Kacavas. Ѐ il fidanzato di Karen e successivamente di Kelly.
- Sceriffo Tom Beasley (stagione 1), interpretato da Eric Johnson. Ѐ lo sceriffo locale e il prepotente patriarca della famiglia Beasley.

### Personaggi secondari
- Madame Giry (stagioni 1-2), interpretata da Kate Jennings Grant. Ѐ l'istruttrice di danza classica alla Millwood High School.
- Davie Adams (stagioni 1-2), interpretata da Carly Pope. Ѐ la madre di Imogen.
  - Davie da adolescente (stagione 1), interpretata da Ava DeMary.
- Marshall Clanton (stagione 1), interpretato da Robert Stanton. Ѐ il preside della Millwood High School fino al suo arresto.
  - Marshall da giovane (stagione 1), interpretato da Nico Kiefer.
  - Marshall da adolescente (stagione 1), interpretato da Connor Marsh.
- Signor Smithee (stagione 1-2), interpretato da Jeffrey Bean. Ѐ l'insegnante di cinema e il nuovo preside della Millwood High School.
- Henry Nelson (stagione 1-2), interpretato da Ben Cook. Ѐ un ballerino e il fidanzato di Faran.
- Sandy Quinn (stagione 1-2), interpretata da Lilla Crawford. Ѐ un'amica di Karen.
- Martha Beasley (stagioni 1-2), interpretata da Jennifer Ferrin. Ѐ la madre di Karen e Kelly e la moglie dello sceriffo Beasley.
- Wes (stagioni 1-2), interpretato da Derek Klena. Ѐ il capo di Tabby al cinema locale che si è recentemente diplomato alla scuola di cinema all'Università di New York.
- Chip Langsberry (stagione 1), interpretato da Carson Rowland. Ѐ un collega di Tabby e il suo migliore amico.
- Corey Bryant (stagioni 1-2), interpretata da Zakiya Young. Ѐ la madre di Faran e assistente legale presso uno studio legale di Pittsburgh.
  - Corey da adolescente (stagione 1), interpretata da Kristian Mosley.
- Angela Waters (stagione 1), interpretata da Gabriella Pizzolo. Ѐ un'adolescente solitaria del passato delle madri che si è uccisa a mezzanotte durante un rave per celebrare l'anno 2000.
- Shirley (stagioni 1-2), interpretata da Kim Berrios Lin. Ѐ una delle madri di Mouse.
- Tyler Marchrand (stagione 1), interpretato da Brian Altemus. Ѐ uno studente che ha registrato un video di abuso di Karen.
- Zeke Bryant (stagioni 1-2), interpretato da Benton Greene. Ѐ il padre di Faran.
- Steve Bowers (stagioni 1-2), interpretato da Alexander Chaplin. Ѐ un padre che cerca conforto in Mouse dopo la scomparsa della figlia.
- Leslie (stagione 1), interpretato da Jarod Lindsey. Ѐ un tatuatore di Millwood in un flashback.
- Joseph England (stagione 1), interpretato da Michael Maize. Ѐ un'ex compagno di classe di Angela Waters.
  - Joseph da adolescente (stagione 1), interpretato da Miles McKenzie.
- Pastore Malachi (stagione 2), interpretato da Charlie Hewson.
- Jen (stagione 2), interpretata da Ava Capri. Ѐ un'ex fiamma di Noa nel carcere minorile.
- Johnny (stagione 2), interpretato da Antonio Cipriano. Ѐ un collega di Imogen alla Millwood's Ice Creamery e suo interesse amoroso.
- Christian (stagione 2), interpretato da Noah Alexander Gerry. Ѐ un collega di Tabby all'Orpheum e suo interesse amoroso.
- Lola Honrada (stagione 2), interpretata da Loretta Ables Sayre. Ѐ la nonna di Mouse.

### Personaggi diPretty Little Liars
- Eddie Lamb (stagione 1), interpretato da Charles Gray. Ѐ un'ex infermiere del Radley Sanitarium che ora è responsabile della manutenzione del Radley Hotel. Gray sostituisce Reggie Austin che interpretava il personaggio nella serie del 2010.
- Dottoressa Anne Sullivan (stagione 2), interpretata da Annabeth Gish. Ѐ una terapista che in precedenza ha aiutato le Little Liars di Rosewood.

## Produzione

### Sviluppo
Il 2 settembre 2020 è stato annunciato che una nuova serie di Pretty Little Liars stava iniziando ad essere sviluppata da Warner Bros. insieme a Roberto Aguirre-Sacasa, creatore delle serie televisive di successo Riverdale e Le terrificanti avventure di Sabrina.
Il 24 settembre 2020 HBO Max ha ordinato 10 episodi per la prima stagione, ed è stato scelto il nome Pretty Little Liars: Original Sin come titolo della serie.
Il 7 settembre 2022 HBO Max ha rinnovato la serie per una seconda stagione. In seguito, è stato annunciato che la stagione prenderà il nome di Pretty Little Liars: Summer School.
Il 20 settembre 2024, la serie viene cancellata dopo solo due stagioni.

### Cast
Nel luglio del 2021 Chandler Kinney, Bailee Madison e Maia Reficco sono state annunciate tra le protagoniste della serie. In seguito si sono aggiunti al cast Zaria, Malia Pyles, Alex Aiono, Mallory Bechtel e Eric Johnson. Nel settembre del 2021 Carson Rowland, Jordan Gonzalez, Ben Cook, Elias Kacavas, Benton Greene, Lea Salonga, Sharon Leal, Carly Pope, Elena Goode, e Zakiya Young sono stati annunciati come personaggi ricorrenti.
Nel novembre 2022 Jordan Gonzalez è entrato a far parte del cast principale della seconda stagione della serie.

### Riprese
Le riprese della serie dovevano essere girate agli Upriver Studios di Saugerties, New York, tra la metà e la fine del 2021. Le riprese sono iniziate il 23 agosto 2021, nella città di Hudson, sempre nello stato di New York, durante la pandemia di COVID-19. Le riprese si sono concluse il 2 maggio 2022.
Le riprese della seconda stagione sono iniziate nell'aprile 2023. Nel maggio 2023, è stato riferito che le riprese della seconda stagione erano state ritardate a causa dello sciopero degli scrittori. Un accordo è stato raggiunto il 27 settembre, insieme allo sciopero degli attori il 9 novembre e le riprese per la seconda stagione sono riprese più tardi quello stesso mese e si sono concluse l'8 dicembre 2023.

## Distribuzione
La serie ha debuttato il 28 luglio 2022 con i primi tre episodi disponibili sulla piattaforma HBO Max. La prima stagione è stata distribuita una volta a settimana con tre episodi ogni giovedì, fino al 18 agosto.
In Italia la prima stagione è disponibile dal 31 ottobre 2022 sulla piattaforma streaming Amazon Prime Video.
Il 9 maggio 2024, è stata rilasciata la seconda stagione, sottotitolata Summer School con due nuovi episodi, seguiti da un nuovo episodio su base settimanale fino al finale di stagione il 20 giugno 2024.

## Accoglienza
La serie ha ricevuto un'accoglienza abbastanza positiva, ottenendo un codice di approvazione dell'88% su Rotten Tomatoes per la prima stagione con un rating medio di 6.9/10 basato su 17 recensioni.
Metacritic, che utilizza una media ponderata, ha assegnato un punteggio di 82 su 100 sulla base di 5 critici, indicando "il plauso universale".
Su Rotten Tomatoes, la seconda stagione ha un indice di gradimento del 100% con una valutazione media di 7,7/10, basata su 5 recensioni critiche.
Su Metacritic, la seconda stagione ha ricevuto un punteggio di 78 sulla base di 4 critici, indicando "generalmente favorevole".